# Francisco Lameyer y Berenguer
Francisco Lameyer y Berenguer (El Puerto de Santa María, 13 de septiembre de 1825-Madrid, 3 de junio de 1877) fue un pintor y dibujante español.

## Biografía

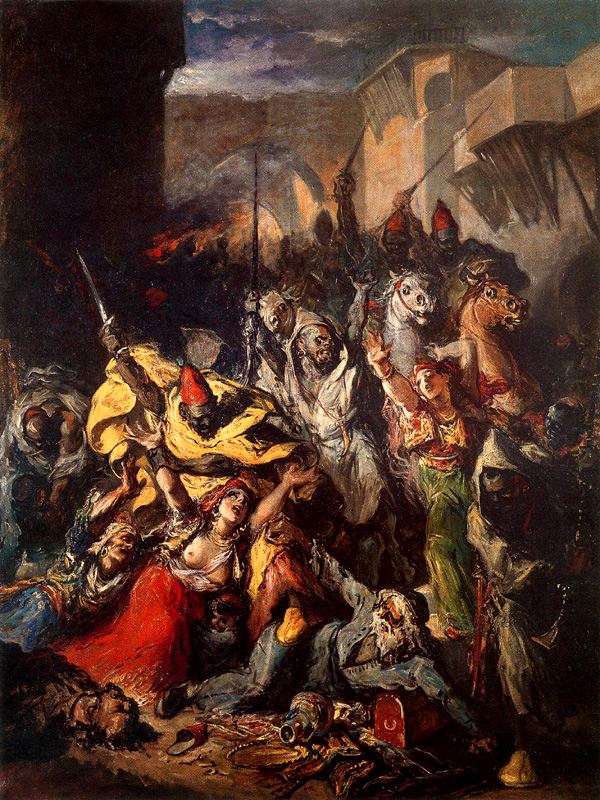
Asalto a un barrio judío, óleo sobre lienzo, 133,7 x 103,5 cm, Museo del Prado.

Comenzó su carrera artística como ilustrador de obras literarias, actividad que mantiene a pesar de ingresar como alumno, en 1841, en la Academia de San Fernando.
En 1843 se convierte en oficial de la Armada, actividad que le aleja de la actividad artística hasta 1848. Ilustró la obra de Serafín Estébanez Calderón Escenas andaluzas, para la que realizó ciento veinticinco dibujos. 
En 1852 viaja a París donde conocerá a Federico Madrazo tras lo cual la Armada lo destina a Filipinas donde contraerá una enfermedad que le obligará a abandonar la actividad militar en 1860 lo que le permitirá dedicarse exclusivamente a su carrera artística.
En 1863 acompañó a Mariano Fortuny a Marruecos, viajando luego por todo el norte de África dando lugar a sus obras más conocidas: Mendigo de Tánger, Mujeres judías de Tánger, Asalto  a un barrio judío, Escena en el desierto y Caravana en el desierto.
Tras un viaje a Burdeos y París enfermó de tuberculosis. Falleció en Madrid el 3 de junio de 1877.